# SG Festspielstadt Hersfeld
Die SG Festspielstadt Hersfeld (offiziell: Sportgemeinschaft Festspielstadt Hersfeld 1910 e. V.) ist ein Fußballverein aus Bad Hersfeld in Hessen. Die erste Mannschaft spielte sieben Jahre in der seinerzeit erstklassigen Gauliga Hessen. Die ehemalige Handballmannschaft der Frauen spielte vier Jahre lang in der Bundesliga.

## Geschichte
Der Verein wurde im Frühjahr 1909 als Schwimmclub Bad Hersfeld gegründet. Nachdem sich die Mitglieder dazu entschlossen hatten, im Winter Fußball zu spielen, nannte sich der Verein ab Juni 1910 FC Britannia Hersfeld. Dieser fusionierte am 31. Mai 1919 mit dem 1908 gegründeten FC Teutonia Hersfeld und Victoria Hersfeld zum Hersfelder FV 10. Am 7. Juli 1921 fusionierte dieser mit der Fußballabteilung des TV Hersfeld 1848 zur SG Hessen Hersfeld. Diese fusionierte im Jahre 1935 mit Reichsbahn Hersfeld zur Reichsbahn-SG Hessen Hersfeld. Nach dem Zweiten Weltkrieg schlossen sich alle Bad Hersfelder Sportvereine zur Sportgemeinschaft Hersfeld zusammen. Am 18. August 1948 spaltete sich diese in die SG Hessen Hersfeld, den TV Hersfeld 1848 und die SpVgg Hersfeld auf. Am 23. Mai 2018 nahm der Verein seinen heutigen Namen an. Von 1981 bis 2004 hatte der Verein auch eine Schachabteilung, welche sich danach in Form des heutigen SK-Turm Bad Hersfeld selbstständig machte.

### Fußball
Die Fußballer der SG Hessen spielten erstmals von 1922 bis 1924 in der höchsten Spielklasse. Erst nach dem Wiederaufstieg im Jahre 1930 konnte sich die Mannschaft in der Erstklassigkeit etablieren und qualifizierte sich drei Jahre später für die neu geschaffene Gauliga Hessen. Dort spielte die Mannschaft zunächst gegen den Abstieg, bevor die SG Hessen in der Saison 1936/37 Vizemeister hinter dem SV 06 Kassel-Rothenditmold wurde. Zwei Jahre später belegten die Hersfelder noch einmal den dritten Platz, bevor die Mannschaft im Sommer 1940 trotz sportlichen Klassenerhalts aus der Gauliga zurückzog.
Nach Kriegsende stieg die SG Hessen im Jahre 1950 in die Amateurliga Hessen auf, stieg drei Jahre später allerdings wieder ab. In den Jahren 1960 und 1963 scheiterte die Mannschaft in der Aufstiegsrunde an Kickers Obertshausen bzw. Eintracht Wetzlar, bevor sich die Hersfelder 1965 für die neu geschaffene Gruppenliga Nord qualifizierten und auf Anhieb Vizemeister hinter Hermannia Kassel wurden. Sechs Jahre später stieg die SG Hessen ab und schafften erst 1976 die Rückkehr in die Landesliga Hessen. Dort gelang im Jahre 1979 der Klassenerhalt erst nach einem Entscheidungsspielsieg über den OSC Vellmar.
1981 setzte sich die Mannschaft in einer Entscheidungsrunde gegen die punktgleichen Mannschaften des VfB Schrecksbach und Hermannia Kassel durch und stieg in die seinerzeit drittklassige Oberliga Hessen auf. Nach nur einem Jahr im hessischen Oberhaus folgte der direkte Wiederabstieg. Im Jahre 1985 schafften die Hersfelder erneut den Oberligaaufstieg. Auch wenn erneut der direkte Wiederabstieg folgte, brachte die Oberligasaison 1985/86 einen überraschenden 3:2-Sieg beim späteren Meister Kickers Offenbach.
Die SG Hessen hielt sich noch einige Jahre in der Landesliga, ehe im Jahre 1993 der Abstieg in die Bezirksoberliga folgte. Zwischenzeitlich bis in die Bezirksliga abgerutscht spielt die Mannschaft seit 2007 in der Gruppenliga Fulda und bildet zusammen mit der SpVgg Hersfeld eine Spielgemeinschaft. 2016 stieg die Mannschaft als Tabellenletzter aus der Gruppenliga ab.

### Handball
Die Handballerinnen der SG Hessen stiegen im Jahre 1995 in die 2. Bundesliga Süd auf. Drei Jahre später wurde die Mannschaft ungeschlagen Meister und stieg in die Bundesliga auf. Dort erreichten die Hersfelderinnen in den Spielzeiten 1999/2000 und 2001/02 mit jeweils Platz neun ihren sportlichen Zenit. Ein Jahr später war das Kapitel Bundesligahandball in Bad Hersfeld beendet. Aus finanziellen Gründen wurde die Mannschaft am 1. April 2003 aus dem laufenden Spielbetrieb zurückgezogen. Zwei Jahre später schloss sich die Handballabteilung dem TV Hersfeld 1848 an.

## Persönlichkeiten
| - Ilka Arndt - Ildikó Barna - Tamilla Büchner (geborene Oleksjuk) - Gunter Funk | - Florian Grafl - Mike Hairston - Mandy Kerkossa - Alexandra Meisl | - Tetjana Nykytenko - Susanne Petersen - Tone Wølner |